# (2430) Bruce Helin
(2430) Bruce Helin – planetoida z grupy pasa głównego asteroid okrążająca Słońce w ciągu 3 lat i 232 dni w średniej odległości 2,36 au. Została odkryta 8 listopada 1977 roku w Obserwatorium Palomar przez Eleanor Helin i Eugene'a Shoemakera. Nazwa planetoidy pochodzi od Bruce'a syna Eleanor Helin. Przed nadaniem nazwy planetoida nosiła oznaczenie tymczasowe (2430) 1977 VC.